# Крест-Хальджай
Крест-Хальджай — населённый пункт Томпонского улуса Республики (Саха) Якутии, административный центр Баягантайского наслега. Село также известно как Кириэс-Халдьаайы, Кэриэс-Халдьаайы, 3й-Баягантайский наслег. Расположен на правом берегу реки Алдан.
Основной язык — якутский.

## Географическая характеристика
Расположен на правом берегу реки Алдан в 90 км к северо-западу от Хандыги — районного центра Томпонского улуса.
| Показатель                     | Янв. | Фев. | Март  | Апр.  | Май   | Июнь  | Июль  | Авг.  | Сен.  | Окт. | Нояб. | Дек. |
| ------------------------------ | ---- | ---- | ----- | ----- | ----- | ----- | ----- | ----- | ----- | ---- | ----- | ---- |
| Средний суточный максимум, °C  | −36  | −29  | −14   | −12   | 12    | 24    | 27    | 22    | 11    | −5   | −24   | −36  |
| Средний суточный минимум, °C   | −41  | −39  | −26   | −12   | 2     | 10    | 13    | 10    | 2     | −11  | −30   | −40  |
| Норма осадков, мм              | 6,14 | 5,43 | 22,07 | 42,18 | 75,82 | 47,36 | 66,21 | 72,43 | 61,64 | 37,4 | 18,62 | 6,16 |
| Источник: World Weather Online |      |      |       |       |       |       |       |       |       |      |       |      |

## История
До 1954 года Крест-Хальджай был центром Томпонского района.

## Население
| 1989 | 2002  | 2010  | 2021  |
| ---- | ----- | ----- | ----- |
| 1600 | ↘1513 | ↗1521 | ↘1332 |

Национальный состав
В основном якуты.

## Районы
Разделено на несколько микрорайонов вследствие малой концентрации населения:
- Күн-Көрбүт: восточная часть села (дословно «место где смотрело солнце»)
- Арҕаа бас: северо-западная часть (дословно «западный край»)
- Илин бас: на юго-востоке (дословно «Восточный край», кладбище)
- Бүөр: западная часть (в основном дачи, заправка)
- Киин: центральная улица
- Биэрэк: часть расположенная на берегу реки (дословно «берег»), в основном дачи
- Даадар: северная часть за пределами главного аласа.
- Томтор: северная часть (дословно «курган»)
- Ынахсыт: расположена на берегу реки ниже по течению чем Биэрэг (дословно «пастух»)
- Ичигэс: на юге в тайге (дословно «Теплый»)

## Школы
- Крест-Хальджайская средняя общеобразовательная школа (К-ХСШ) — основное среднее образование, основана в 1904 году, есть гуманитарный, математический и общеобразовательный классы.
- Крест-Хальджайская детская юношеская спортивная школа (К-ХДЮСШ) — спортивная школа, в школе учились известные спортсмены: Лебедев Виктор, Голиков Данил.
- Крест-Хальджайская музыкальная школа: хореографический класс, класс фортепиано, класс баяна, вокальный класс.

Функционируют летние лагеря по направлениям: растениеводство, «Lingua» и т. д.

## Основные предприятия
- ЖКХ
- Детские сады: «Сырдыкчаана», «Чуораанчык»
- Школа
- Школа искусств
- Спортзал
- Музей краеведческий
- Клуб
- Библиотека
- Пекарни
- Молокозавод
- Больница
- Ветеринарная служба
- Частные магазины, животноводческие хозяйства

## Транспорт
В летний период связь осуществляется речным транспортом, в зимний период — по автозимнику. Расстояние наземным путём от села Крест-Хальджай до города Якутска 470 км.